# Kathedrale von Lichfield

Kathedrale von Lichfield

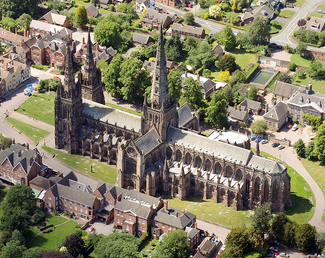
Luftbild der Kathedrale von Lichfield

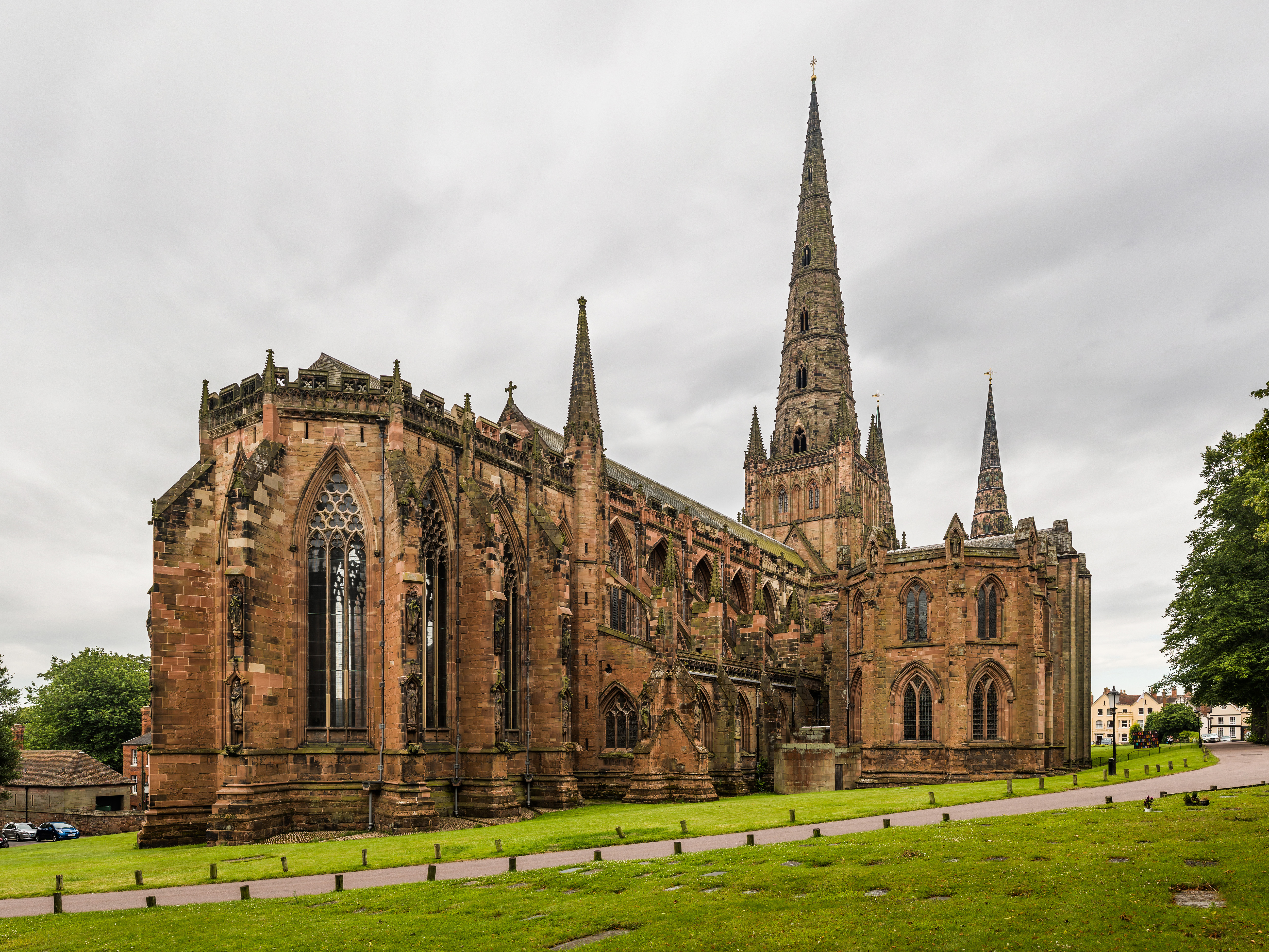
Kathedrale von Lichfield (von Nordosten)

Die Kathedrale von Lichfield ist eine dem hl. Chad von York und der Jungfrau Maria geweihte Bischofskirche der Church of England in der gut 30 km nördlich von Birmingham gelegenen mittelenglischen Stadt Lichfield in der Grafschaft Staffordshire im ehemaligen angelsächsischen Königreich Mercia. Der Kirchenbau ist als Grade-I-Baudenkmal gelistet.

## Lage
Die Kathedrale liegt in der Altstadt von Lichfield; sie ist umgeben von einer – in England üblichen – großen Freifläche, dem sog. Cathedral Close (deutsch „Domfreiheit“), die in früheren Zeiten durch Mauern und Tore abgegrenzt und gesichert war.

## Geschichte
Im Jahr 669 übernahm Chad, der vormalige Bischof von York, die Bischofswürde der wenige Jahre zuvor (um 655/660) gegründeten Diözese von Mercia, deren Sitz ursprünglich in der Stadt Repton lag. Nach seiner Amtseinführung verlagerte Chad jedoch den Bischofssitz nach Lichfield. Etwa 30 Jahre nach seinem Tod (672) entstand dort eine erste größere Kathedrale, da seine Grabstätte eine große Anzahl von Pilgern anzog. Auf der Synode von Chelsea (787) wurde Lichfield in den Rang eines Erzbistums erhoben, welches jedoch bereits 16 Jahre später wieder erlosch und in das Erzbistum Canterbury eingegliedert wurde. Es gab jedoch weiterhin Bischöfe in Lichfield, wenngleich der Bischofssitz ab dem Jahr 1075 zeitweise nach Chester und nach Coventry verlegt wurde. Im Jahr 1085 beschloss man den Neubau der alten Kathedrale im zeitgemäßen anglo-normannischen Stil, der seinerseits einem im Jahr 1195 begonnenen und um 1330 vollendeten gotischen Bau Platz machen musste. Ab dem Jahr 1239 bestand mehrere hundert Jahre lag ein gemeinsames Bistum mit Coventry, welches erst im Jahr 1839 getrennt wurde.
Die Stadt Lichfield wurde in den Bürgerkriegsjahren 1643–1646 dreimal belagert; dabei wurde auch der Vierungsturm der Kathedrale teilweise zerstört. Bischof John Hacket begann im Jahr 1660 mit der Restaurierung des Bauwerks, deren Arbeiten sich jedoch letztlich bis ins 19. Jahrhundert hinzogen. Der Figurenschmuck der Westfassade wurde vom Architekten George Gilbert Scott in den 1860er Jahren weitgehend erneuert.

## Architektur

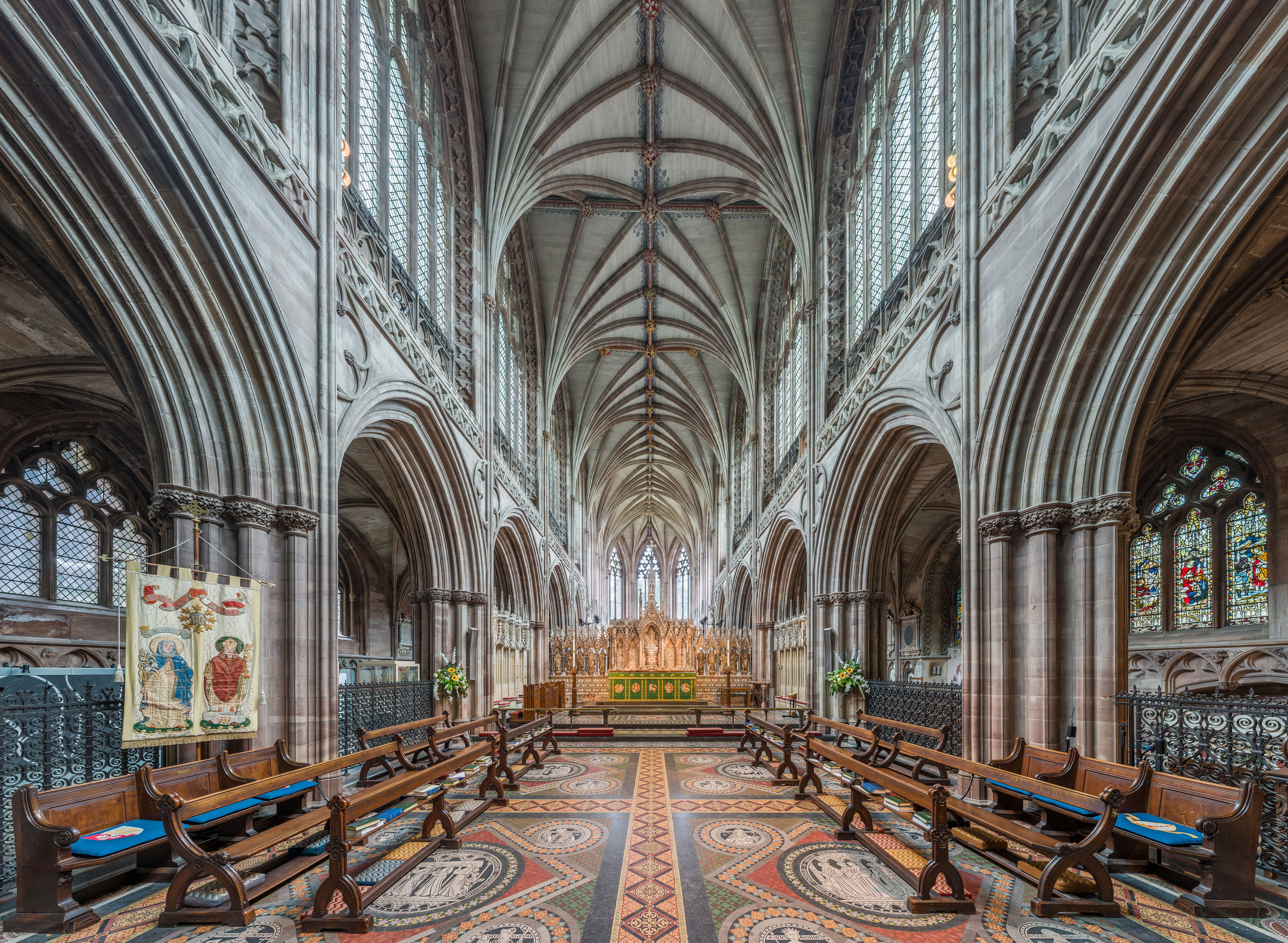
Chor der Kathedrale

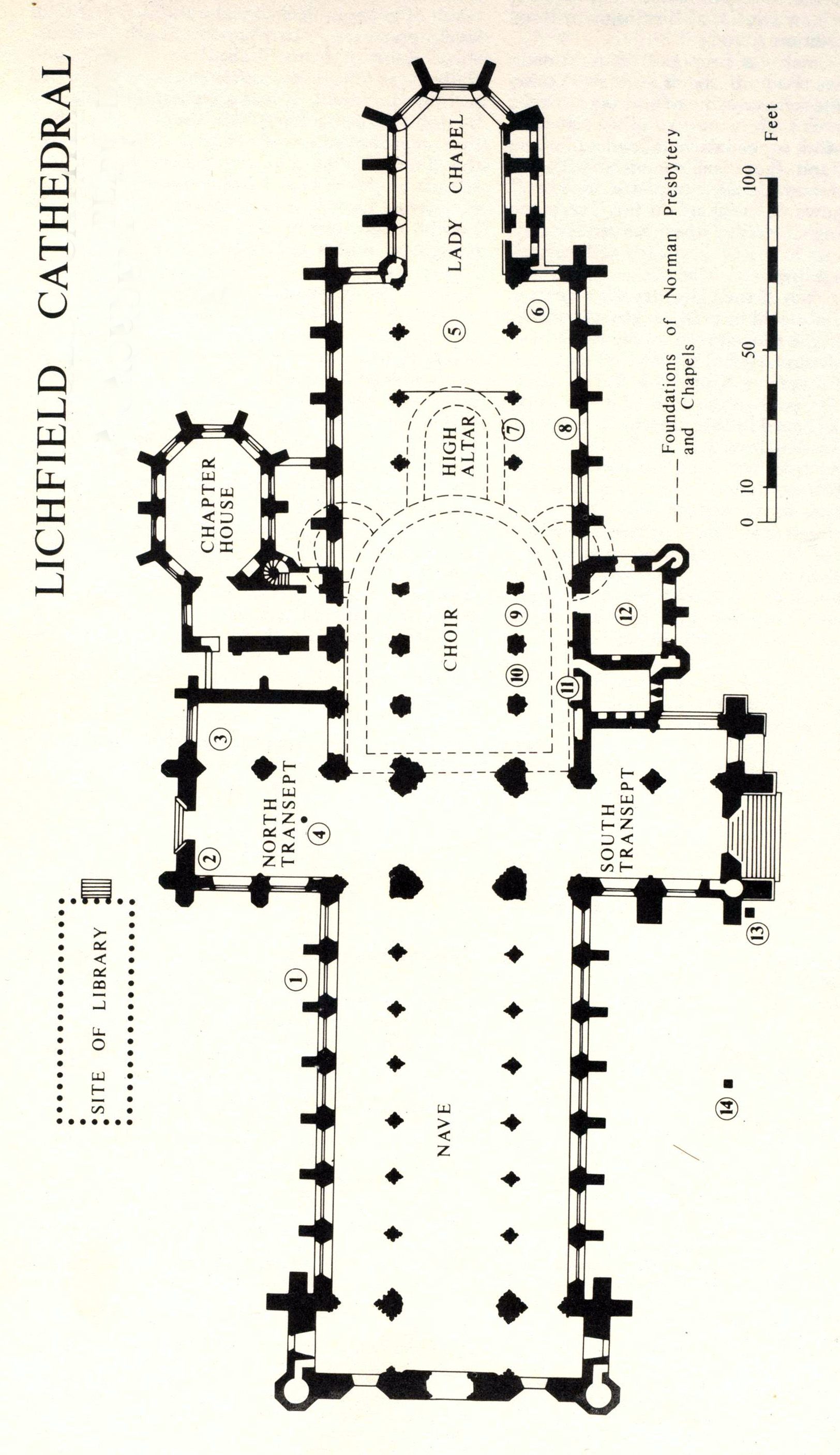
Grundriss der Kathedrale von Lichfield

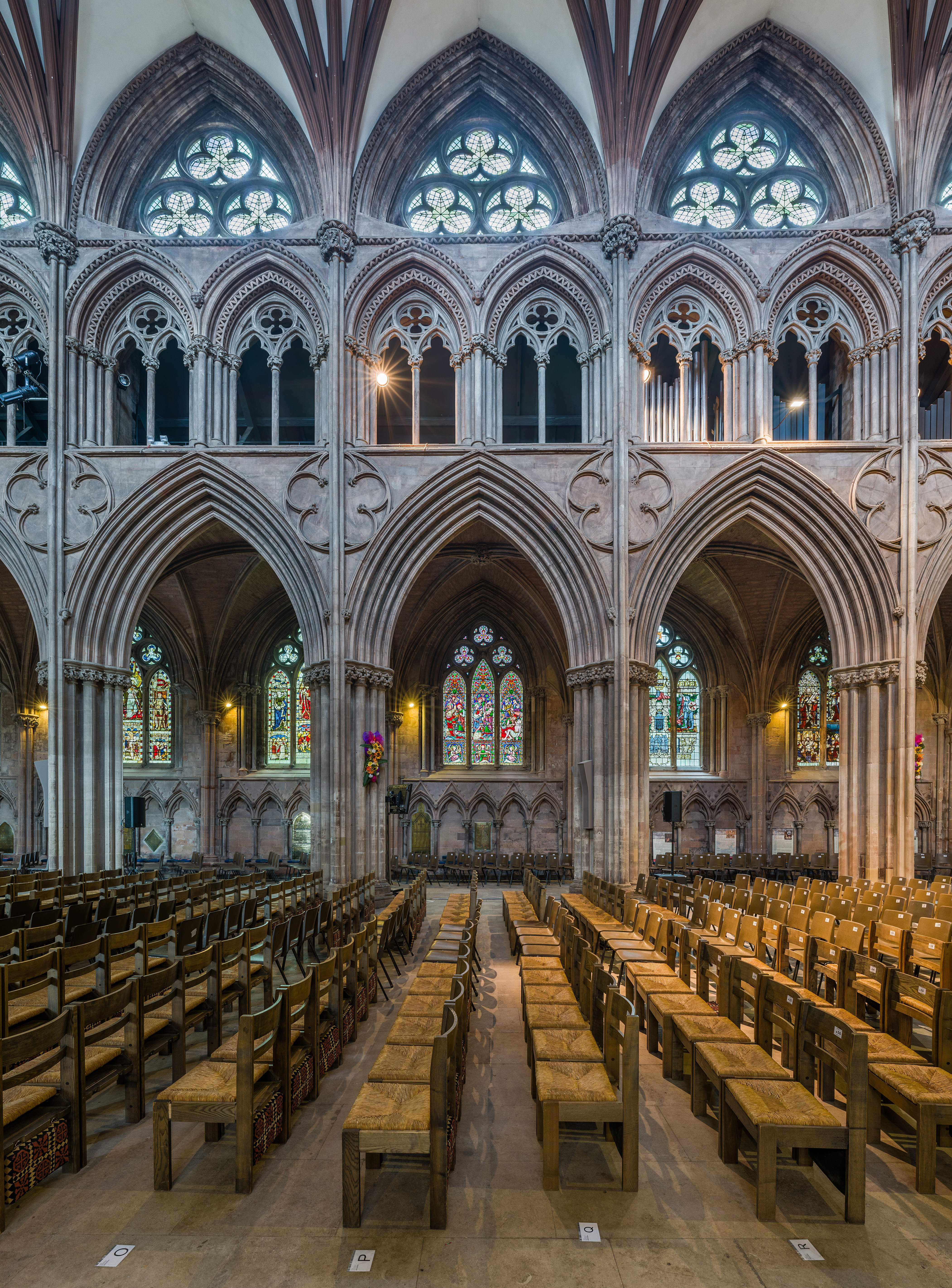
Wandaufriss im Kirchenschiff

### Maße und Material
Die Westtürme der Kathedrale sind ca. 58 m hoch; der Vierungsturm erreicht eine Höhe von ca. 77 m. Das Kirchenschiff ist ca. 113 m lang, 21 m breit und 20 m hoch. Der rötlich schimmernde Sandstein stammt aus einem Steinbruch südlich der Stadt; im Innern wurde derselbe Stein verwendet, der jedoch hier nicht so stark nachgedunkelt ist.

### Fassade
Aus den ersten Jahren des Kirchenbaus (um 1200) stammt der untere Teil der Westfassade mit seinen drei Portalen, von denen das mittlere durch seinen Vielpassbogen an normannische Vorbilder des Mittelmeerraums erinnert. Die insgesamt sehr harmonisch wirkende Fassade mit ihren seitlichen Treppentürmen ist mehrfach horizontal unterteilt; die ansonsten für die gotische Architektur typische Vertikalität ist stark zurückgedrängt und findet sich erst in den Turmhelmen, die jedoch ebenfalls horizontal gegliedert sind. Lediglich das sechsbahnige Westfenster durchbricht die Strenge der horizontalen Gliederung. Der Figurenreichtum (Könige, Heilige) ist möglicherweise original, er wurde jedoch im 19. Jahrhundert großenteils erneuert.

### Vierungsturm
Der ebenfalls horizontal unterteilte und auf achteckigem Grundriss erbaute Helm des Vierungsturms wirkt – nach seinem Neubau in der zweiten Hälfte des 17. Jahrhunderts – vergleichsweise schmucklos.

### Langhaus
Die Kathedrale ist ein dreischiffiger Bau mit Querhaus (transept). Der Chor (choir) hat in etwa die gleiche Länge wie das Kirchenschiff (nave); sein Wandaufriss ist nur zweiteilig (Arkadenzone und Obergaden). Der Aufriss des Mittelschiffs mit seinen großen fünfbahnigen Fensterflächen folgt jedoch einem älteren Schema und ist dreigeschossig (Arkadenzone, Triforium und Obergaden); er endet jeweils in einem durchgehenden Fächergewölbe. Die Seitenschifffenster des Langhauses nehmen nicht die gesamte Jochbreite ein; die des Chores sind insgesamt deutlich kleiner. Der Mosaikfußboden stammt aus dem 19. Jahrhundert.

### Marienkapelle
Die bei englischen Großkirchen nahezu durchgängig als Marienkapelle (Lady Chapel) bezeichnete langgestreckte Apsis wurde im Jahr 1326 vollendet. Sie ist nur einschiffig und war ursprünglich vom Chorbereich getrennt; erst der Architekt William Ramsey († 1349) stellte die bauliche Verbindung her. Die dreibahnigen maßwerkbekrönten Fenster nehmen einen Großteil der Raumhöhe ein; die Glasmalereien des 16. Jahrhunderts stammen im Wesentlichen aus der belgischen Zisterzienserinnenabtei Herkenrode bei Lüttich und wurden im Jahr 1802 erworben.

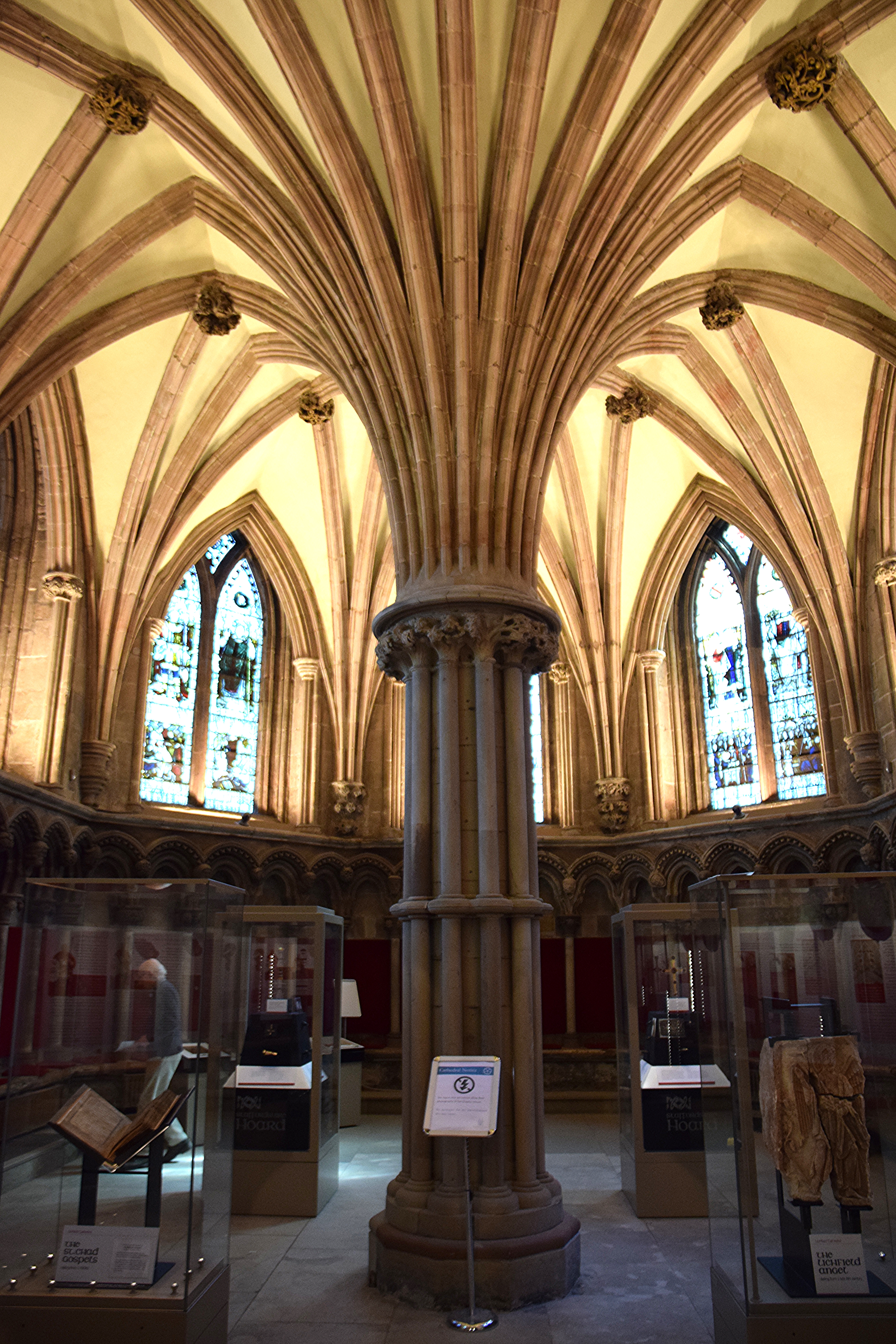
Kapitelhaus mit mittlerem Bündelpfeiler (um 1250)

### Kapitelhaus
Das vom Chor aus zugängliche, seitlich neben die Kathedrale gesetzte und um 1250 fertiggestellte Kapitelhaus (chapter house) ist ein zweigeschossiger gestreckter Rundbau; das Obergeschoss diente als Schatzkammer (heute als Bibliothek), wohingegen das Erdgeschoss von den Domherren anlässlich von Versammlungen und Beratungen mit nichtreligiösen Inhalten (z. B. Reparatur- und Finanzierungsfragen) genutzt wurde; es gehört zu den schönsten Englands. Das palmettenartig sich ausbreitende Rippengewölbe ruht auf einem mittigen Bündelpfeiler.

## Ausstattung
Zur reichhaltigen Ausstattung der Kathedrale gehören in der Hauptsache Wand- und Bodenkenotaphe sowie einfache Grabplatten und Büsten. Sehr bewegend ist das Kenotaph zweier in jungen Jahren kurz nacheinander verstorbener und schlafend dargestellter Schwestern von Francis Leggatt Chantrey (um 1816). Drei Bruchstücke des im Jahr 2003 gefundenen Lichfield Angel’s stammen aus dem 8. Jahrhundert. Berühmt ist auch das wahrscheinlich um das Jahr 720 verfasste St Chads Gospel. Ein im 19. Jahrhundert gestiftetes Taufbecken befindet sich im nördlichen Querhaus.